# Ain't No Rest for the Wicked
Ain't No Rest for the Wicked is een nummer van de Amerikaanse rockband Cage the Elephant uit 2008. Het is de tweede single van hun titelloze debuutalbum.
"Ain't No Rest for the Wicked" gaat over mensen die 'slechte' dingen doen, en waarom ze dat doen. De ik-figuur in het nummer komt oog in oog te staan met een prostituee, wordt overvallen door een crimineel en ziet op tv een dominee die gearresteerd wordt vanwege het stelen van de fondsen van zijn kerk. Zodra de ik-figuur aan de prostituee en de crimineel vraagt waarom ze doen wat ze doen, is hun antwoord: "There ain't no rest for the wicked".
Het nummer flopte in de Amerikaanse Billboard Hot 100 met een 83e positie, maar werd in het Verenigd Koninkrijk wel een hit. Hoewel het nummer in het Nederlandse taalgebied geen hitlijsten bereikte, wordt het er tot op de dag van vandaag nog wel regelmatig gedraaid door alternatieve muziekzenders.